# Lac Sasykkol
Le lac Sasykkol (en russe Сасыкколь, en kazakh Сасықкөл, Sasyqköl) est situé dans l’est du Kazakhstan, à cheval sur les oblys d'Abay et d’Almaty. Il a une superficie de 600 km2 et communique avec le lac Alakol, situé au sud-est. Il a été désigné avec ce dernier site Ramsar depuis le 25 novembre 2009.